# ویلی داونپورت
ویلی داونپورت (انگلیسی: Willie Davenport؛ ۸ ژوئن ۱۹۴۳ – ۱۷ ژوئن ۲۰۰۲) دونده اهل ایالات متحده آمریکا بود.
وی در مسابقات کشوری و بین‌المللی در مجموع برندهٔ ۱ مدال طلا، ۱ مدال نقره، ۱ مدال برنز شده‌است.